# Helichrysum maestum
Helichrysum maestum là một loài thực vật có hoa trong họ Cúc. Loài này được Wild mô tả khoa học đầu tiên.